# Gli eremiti (film)
Gli eremiti (Die Einsiedler) è un film del 2016 diretto da Ronny Trocker.

## Trama
Il film racconta la storia di Albert, un uomo sulla trentina, e di sua madre, la contadina di montagna Marianne. Albert è l'unico figlio sopravvissuto dei contadini dell'Eggerhof Marianne e Rudl, i suoi tre fratelli sono morti molti anni fa mentre andavano a scuola in un incidente da valanga. Nonostante la sua età, sua madre determina ancora in gran parte la vita di Albert. Vorrebbe risparmiargli la vita solitaria sulla montagna ed essere l'ultima a dirigere la fattoria. Così ha organizzato un lavoro per lui in una cava di marmo a valle. L'introverso Albert inizialmente trovò difficile fare amicizia lì, di tanto in tanto tornava di nascosto nel cortile per passare la notte in segreto nel deposito di fieno. Un giorno suo padre Rudl ha avuto un incidente mortale sul lavoro. Marianne nasconde questo fatto a suo figlio e al mondo esterno, temendo che Albert possa tornare alla fattoria per assumere i compiti di suo padre, e seppellisce il corpo di Rudl sulla montagna. Tuttavia, la sua forza inizia a scemare, confessa ad Albert che suo padre è morto in un incidente e chiede aiuto ad Albert. Ma ora si è stabilito nella valle e ha conosciuto Paola, una lavoratrice ospite ungherese e cuoca di mensa della cava di marmo, con la quale inizia una storia d'amore. Albert è in imbarazzo, la prima neve cade, quindi Albert deve prendere una decisione rapida se non vuole che sua madre muoia congelata a corte. Inoltre, Paola gli dice che deve tornare in Ungheria. Ad Albert vengono concessi tre giorni di permesso per organizzare la sua vita.